# بروس فيرويذر
بروس فيرويذر (بالإنجليزية: Bruce Fairweather)‏ هو موسيقي وعازف قيثارة أمريكي، ولد في 12 ديسمبر 1960.

## وصلات خارجية
- بروس فيرويذر على موقع ميوزك برينز (الإنجليزية)
- بروس فيرويذر على موقع ديسكوغز (الإنجليزية)